# Nacoleia leucographalis
Nacoleia leucographalis là một loài bướm đêm trong họ Crambidae.